# Joe Abrigo
Joe Axel Abrigo Navarro (Santiago, Chile, 22 de marzo de 1995) es un futbolista profesional chileno que se desempeña como volante ofensivo y actualmente milita en Palestino de la Primera División de Chile.

## Trayectoria
Debutó profesionalmente el 17 de octubre de 2012, en un partido que enfrentó a Universidad Católica y Magallanes en el Estadio San Carlos de Apoquindo válido por la Fecha 6 del Grupo 4 de la Copa Chile 2012-13, el que finalizó en victoria 4 a 1 en favor de los Cruzados, donde fue titular y disputó los 90'.
Tras buenas temporadas con la camiseta de La Academia, en diciembre de 2015 se oficializó su llegada a Coquimbo Unido para reforzar al conjunto Pirata durante el año 2016. Luego de eso, pasó a Audax Italiano. 
A mediados de 2018 llegó a préstamo por una temporada a los Tiburones Rojos de Veracruz junto a su compatriota Bryan Carrasco. Volvió a Audax en 2019. 
En la temporada 2020 retorna a Coquimbo Unido.  Con los aurinegros alcanzó las semifinales de la Copa Sudamericana 2020, donde anotó dos goles. Para la temporada 2021 parte a préstamo a Unión Española, para luego partir en el segundo semestre de ese año a Ñublense.  
En 2022, tras finalizar su préstamo con los chillanejos, vuelve a Coquimbo Unido. A pesar de la temporada negativa de los piratas, quienes estuvieron peleando el descenso durante todo el campeonato, Abrigo fue figura, convirtiendo 13 goles en 23 partidos. Sin embargo, una rotura del tendón de Aquiles lo privó de jugar los partidos restantes del campeonato. 
Tras siete meses, volvió a las canchas en marzo del 2023 en la victoria de los aurinegros por 2-0 contra O'Higgins.  En el segundo semestre de ese año, fue confirmado como nuevo refuerzo de Palestino. 

## Estadísticas
| Club                   | Div           | Temp          | Liga | Liga | Copas nacionales | Copas nacionales | Torneos internacionales | Torneos internacionales | Total | Total |
| Club                   | Div           | Temp          | P    | G    | P                | G                | P                       | G                       | P     | G     |
| ---------------------- | ------------- | ------------- | ---- | ---- | ---------------- | ---------------- | ----------------------- | ----------------------- | ----- | ----- |
| Magallanes · Chile     | 2.ª           | 2012          | —    | —    | 1                | 1                | —                       | —                       | 1     | 1     |
| Magallanes · Chile     | 2.ª           | 2013          | 5    | 0    | —                | —                | —                       | —                       | 5     | 0     |
| Magallanes · Chile     | 2.ª           | 2014          | 12   | 1    | 4                | 2                | —                       | —                       | 16    | 3     |
| Magallanes · Chile     | 2.ª           | 2015          | 27   | 2    | 1                | 0                | —                       | —                       | 28    | 2     |
| Magallanes · Chile     | 2.ª           | 2015          | 11   | 1    | 4                | 1                | —                       | —                       | 15    | 2     |
| Magallanes · Chile     | Total club    | Total club    | 55   | 4    | 10               | 4                | 0                       | 0                       | 65    | 8     |
| Coquimbo Unido · Chile | 2.ª           | 2016          | 9    | 4    | —                | —                | —                       | —                       | 9     | 4     |
| Coquimbo Unido · Chile | 2.ª           | 2017          | 14   | 1    | 1                | 0                | —                       | —                       | 15    | 1     |
| Audax Italiano · Chile | 1.ª           | 2017          | 14   | 0    | —                | —                | —                       | —                       | 14    | 0     |
| Audax Italiano · Chile | 1.ª           | 2017          | 11   | 2    | 2                | 0                | —                       | —                       | 13    | 2     |
| Audax Italiano · Chile | 1.ª           | 2018          | 11   | 1    | —                | —                | 1                       | 0                       | 12    | 1     |
| Veracruz · México      | 1.ª           | 2018          | 16   | 1    | 5                | 1                | —                       | —                       | 21    | 2     |
| Veracruz · México      | Total club    | Total club    | 16   | 1    | 5                | 1                | 0                       | 0                       | 21    | 2     |
| Audax Italiano · Chile | 1.ª           | 2019          | 4    | 0    | 2                | 0                | —                       | —                       | 6     | 0     |
| Audax Italiano · Chile | Total club    | Total club    | 40   | 3    | 3                | 0                | 1                       | 0                       | 44    | 3     |
| Coquimbo Unido · Chile | 1.ª           | 2020          | 25   | 6    | —                | —                | 10                      | 2                       | 35    | 8     |
| Unión Española · Chile | 1.ª           | 2021          | 6    | 0    | 2                | 0                | —                       | —                       | 8     | 0     |
| Unión Española · Chile | Total club    | Total club    | 6    | 0    | 2                | 0                | 0                       | 0                       | 8     | 0     |
| Ñublense · Chile       | 1.ª           | 2021          | 13   | 2    | —                | —                | —                       | —                       | 13    | 2     |
| Ñublense · Chile       | Total club    | Total club    | 13   | 2    | 0                | 0                | 0                       | 0                       | 13    | 2     |
| Coquimbo Unido · Chile | 1.ª           | 2022          | 22   | 12   | —                | —                | —                       | —                       | 22    | 12    |
| Coquimbo Unido · Chile | 1.ª           | 2023          | 7    | 2    | 1                | 0                | —                       | —                       | 8     | 2     |
| Coquimbo Unido · Chile | Total club    | Total club    | 68   | 22   | 2                | 0                | 10                      | 2                       | 88    | 26    |
| Palestino · Chile      | 1.ª           | 2023          | 14   | 3    | 2                | 0                | —                       | —                       | 16    | 3     |
| Palestino · Chile      | 1.ª           | 2024          | 29   | 5    | 4                | 0                | 13                      | 0                       | 46    | 5     |
| Palestino · Chile      | 1.ª           | 2025          | 11   | 5    | 5                | 1                | 6                       | 0                       | 22    | 6     |
| Palestino · Chile      | Total club    | Total club    | 54   | 13   | 11               | 1                | 19                      | 0                       | 84    | 14    |
| Total carrera          | Total carrera | Total carrera | 252  | 45   | 33               | 6                | 30                      | 2                       | 315   | 53    |
| 1. 2. 3.               |               |               |      |      |                  |                  |                         |                         |       |       |

## Palmarés

### Distinciones individuales
| Distinción                                     | Año  |
| ---------------------------------------------- | ---- |
| Máximo asistente Copa Sudamericana             | 2020 |
| Parte del equipo ideal de la Copa Sudamericana | 2020 |